# کریس فوت (بازیکن فوتبال)
کریس فوت (انگلیسی: Chris Foote؛ زادهٔ ۱۹ نوامبر ۱۹۵۰) بازیکن فوتبال اهل بریتانیا است.
از باشگاه‌هایی که در آن بازی کرده‌است می‌توان به باشگاه فوتبال کمبریج یونایتد، باشگاه فوتبال ویموث، و باشگاه فوتبال ای‌اف‌سی بورنموث اشاره کرد.